# 개충

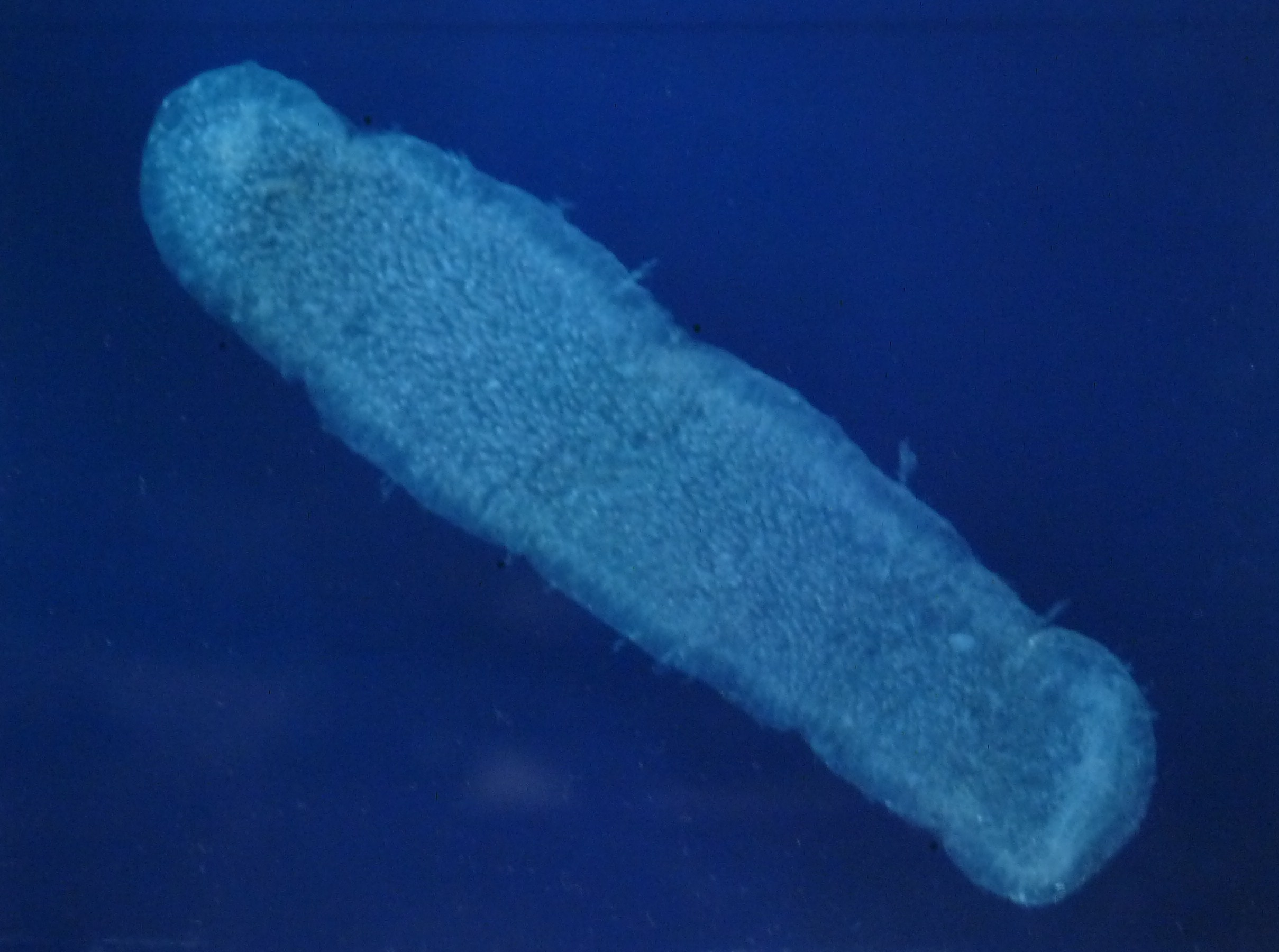
개충들로 이루어진 군체 불우렁쉥이

개충(個蟲, 영어: Zooid)은 군생동물을 이루는 최소 유기체 또는 동물의 단위를 일컫는다. 군체 내에서는 서로 조직이나 외골격을 공유하면서 이어져 있으며, 개충으로 이루어진 대표적인 동물로는 불우렁쉥이·작은부레관해파리 등이 있다.
개충은 다형성을 나타낸다. 예를 들어 현생 태형동물은 먹이 섭취, 또는 지반에 군집을 고착시키거나 배를 품는 등 여러 가지 다른 기능을 사용하는 개충들을 보유하고 있다. 하지만 화석화된 태형동물은 일생 동안 개충이 형성시킨 군집성 구조물로밖에 알려지지 않았다.
일부 개충의 크기와 온도 사이에는 상관관계가 있다. 화석화된 군집 내 개충의 다양성은 지질학적 과거의 해양의 주기성과 온도를 파악해내는 지표로 사용이 가능하다 할 수 있다.
개충의 영칭 학술용어인 zooid는 오랫동안 생활유기체 내부에서 독자적 움직임을 보이는 조직세포 또는 조직체를 지칭하는 것으로 사용되었다. 특히, 정자 같은 운동성 생식자(조류의 웅성 배우자체(zoid) 등) 또는 출아나 세포 분열 등의 번식에 따른 무성생식성 동물과 유사한 독립체적 유기체 같은 것들이 그렇다.

## 같이 보기
- 관해파리목
- 불우렁쉥이